# Tatums, Oklahoma
Tatums, Oklahoma (енгл. Tatums) град је у америчкој савезној држави Оклахома.

## Демографија
По попису из 2010. године број становника је 151, што је 21 (-12,2%) становника мање него 2000. године.
| Група             | 2000.       | 2010.       |
| Белци             | 13 (7,6%)   | 7 (4,6%)    |
| Афроамериканци    | 135 (78,5%) | 120 (79,5%) |
| Азијати           | 0 (0,0%)    | 0 (0,0%)    |
| Хиспаноамериканци | 2 (1,2%)    | 5 (3,3%)    |
| Укупно            | 172         | 151         |